# 上庄地区
上庄地区是中华人民共和国北京市海淀区下辖的一个地区办事处，同时保留上庄镇名称，其行政事务机构实行“一套人马，两块牌子”的体制，地区办事处与镇政府合署办公，2011年挂上庄地区地区办事处牌。

## 行政区划
上庄地区下辖以下地区：
上庄家园社区、东马坊村、上庄村、前章村、白水洼村、西马坊村、常乐村、东小营村、罗家坟村、皂甲屯村、李家坟村、南玉河村、北玉河村、永泰庄村、梅所屯村、双塔村、西闸村、河北村、八家村、后章村和西辛力屯村